# Johannes Kühn (Biathlet)
Johannes Kühn (* 19. November 1991 in Passau) ist ein deutscher Biathlet. Nach mehreren Weltmeistertiteln im Juniorenbereich debütierte er 2012 im Weltcup. Ab 2017 etablierte er sich im deutschen Weltcupteam und feierte im Dezember 2021 seinen ersten Sieg in der Wettkampfreihe. Kühn nahm an den Olympischen Winterspielen 2018 in Pyeongchang und 2022 in Peking teil.

## Karriere

### Anfänge und Erfolge im Juniorenbereich (bis 2011)
Kühn stammt aus Tüßling in Oberbayern. Über seine Eltern kam er als Kind zunächst zum Skilanglauf und begann im Alter zwölf Jahren ergänzend mit Biathlon, nachdem er ein Schnuppertraining bei Fritz Fischer besucht hatte. Er schloss sich dem WSV Reit im Winkl an und begann während seiner Schulzeit mit dem regelmäßigen Biathlontraining am Stützpunkt Ruhpolding. 2010 legte er am König-Karlmann-Gymnasium Altötting das Abitur ab und trat anschließend erst der Sportfördergruppe der Bundeswehr in Bischofswiesen bei, ehe er 2011 zum Zoll Ski Team der Bundeszollverwaltung wechselte. 2020 hatte er dort den Dienstgrad Erster Zollhauptwachmeister.
Zwischen 2006 und 2009 gewann Kühn dreimal in Folge die Gesamtwertung des Deutschlandpokals in seiner Altersklasse. Sein internationales Debüt gab er beim Europäischen Olympischen Winter-Jugendfestival 2009 in Schlesien, wo er den Titel mit der Mixed-Staffel gewann und Vierter des Sprints sowie Siebter der Verfolgung wurde. Mit großem Erfolg startete er bei den Jugend- und Juniorenweltmeisterschaften 2010 in Torsby, wo er im Sprint (in der Altersklasse Jugend) und mit Tom Barth, Benedikt Doll und Manuel Müller im Staffelrennen (in der Altersklasse der Junioren) die Titel gewann. Im Jugend-Verfolgungsrennen musste er sich einzig Alexander Petschonkin geschlagen geben, im Einzel wurde er Sechster. Ein Jahr später konnte er diese Erfolge bei den Juniorenweltmeisterschaften 2011 in Nové Město na Moravě wiederholen. Im Sprintrennen verpasste er hinter Tom Barth noch den Sieg, gewann danach das Verfolgungsrennen und mit Steffen Bartscher, Benedikt Doll und Tom Barth erneut den Titel im Staffelwettbewerb.

### Sporadische Weltcupauftritte und zwei Schulterbrüche (2011 bis 2017)
Ab dem Frühjahr 2011 trainierte Kühn in der zweithöchsten Lehrgangsgruppe 1b des Deutschen Skiverbandes. Zum Auftakt der Saison 2011/12 startete er erstmals im IBU-Cup und gewann als 31. eines Sprints in Östersund sogleich Punkte. Im weiteren Saisonverlauf verbesserte er sich bis auf Rang fünf bei einem Sprint in Obertilliach. Seine ersten internationalen Titelkämpfe bei den Männern bestritt er bei den Europameisterschaften 2012 in Osrblie. Dort belegte er im Sprint den siebten Rang und gewann mit Daniel Böhm, Matthias Bischl und Erik Lesser den Europameistertitel im Staffelrennen. Auf der dritten Station der Weltcup-Saison 2012/2013 in Pokljuka startete Kühn erstmals im Biathlon-Weltcup und belegte bei seinem Debüt im Sprint mit einem Schießfehler Rang 17, womit er seine ersten Weltcuppunkte gewann. Bei den Europameisterschaften 2013 brach er sich im Zielsprint die rechte Schulter.
In den Saisons von 2013 bis 2016 startete Kühn überwiegend im IBU-Cup und erhielt nur sporadische Einsätze im deutschen Weltcupteam. Im Januar 2015 gewann er in Duszniki-Zdrój mit zwei fehlerfreien Schießen einen IBU-Cup-Sprint vor Henrik L’Abée-Lund. Nach weiteren Podestergebnissen belegte Kühn am Saisonende den vierten Platz in der Gesamtwertung der Serie. Er wurde anschließend für das Weltcupfinale im März 2015 in Chanty-Mansijsk nominiert, wo er als Zehnter des Sprints sein erstes Top-Ten-Ergebnis in dieser Wettkampfreihe erreichte. 2015/16 gehörte Kühn bei den Rennen in Ruhpolding zum deutschen Weltcupaufgebot: Im 20-Kilometer-Einzelrennen lief er dort die schnellste Zeit auf der Strecke und belegte mit vier Schießfehlern Platz 21; in der Staffel kam er als Führender zum Stehendschießen, fiel aber mit drei Strafrunden deutlich zurück. Das deutsche Quartett um Erik Lesser, Kühn, Arnd Peiffer und Benedikt Doll belegte letztlich Platz fünf. Wegen eines erneuten Schulterbruchs im November 2016 musste Kühn in der Saison 2016/17 pausieren.

### Etablierung im Weltcupteam und Olympiateilnahmen (seit 2017)

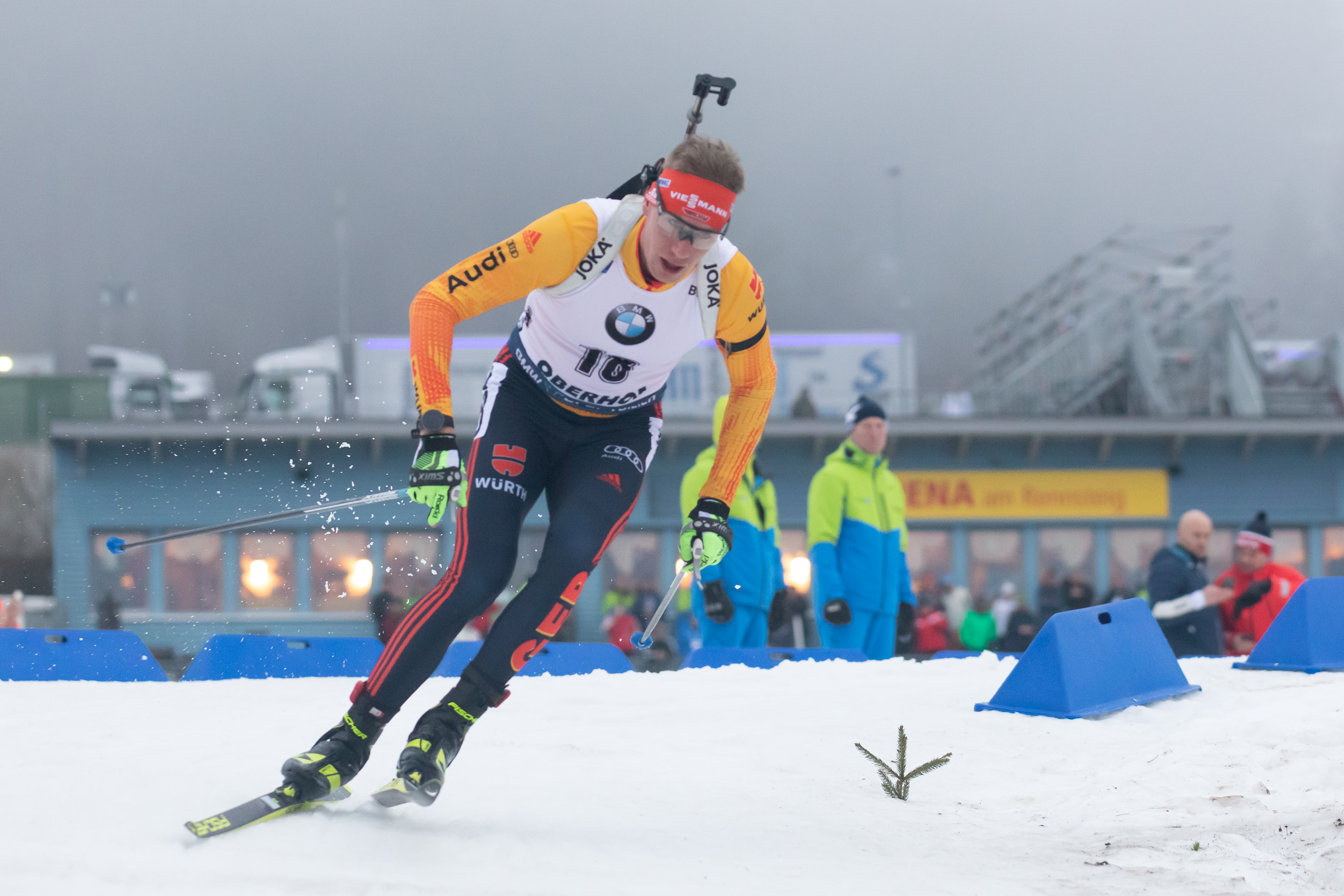
Kühn beim Weltcup im Januar 2020 in Oberhof

Im Frühjahr 2017 teilte der Deutsche Skiverband Kühn in die zu diesem Zeitpunkt siebenköpfige Lehrgangsgruppe 1a ein, in der er unter anderem gemeinsam mit den Weltmeistern Benedikt Doll, Erik Lesser, Arnd Peiffer und Simon Schempp trainierte. In den folgenden Wintern erhielt Kühn einen festen Platz in der ersten deutschen Mannschaft und startete nahezu durchgängig im Weltcup. Läuferisch gehörte er dabei stets zu den weltweit stärksten Biathleten, während er insbesondere im Stehendschießen regelmäßig Schwächen zeigte und durchschnittlich mit weniger als 70 % seiner Schüsse traf. Beim Weltcupsprint in Nové Město im März 2021 verfehlte er im stehenden Anschlag alle fünf Scheiben und lief den Wettkampf nicht zu Ende.
Im Gesamtweltcup platzierte sich Kühn zwischen 2017 und 2024 mit Ausnahme der Saison 2020/21 (Platz 46) jeweils unter den ersten 30. Sein bestes Gesamtresultat erreichte er als Elfter – und damit drittbester Deutscher nach Doll und Lesser – im Winter 2021/22. Zwei Jahre später wurde er als bester deutscher Biathlet in der Gesamtwertung Zwölfter. Im Dezember 2018 stand Kühn zum ersten Mal in einem Weltcuprennen auf dem Podest: Beim 20-Kilometer-Wettkampf in Pokljuka blieb er ohne Schießfehler und belegte wenige Sekunden hinter Martin Fourcade den zweiten Platz. Den ersten Weltcupsieg feierte Kühn im Dezember 2021 im Sprint von Hochfilzen, wo er eine von zehn Scheiben verfehlte und mit Laufbestzeit vor Martin Ponsiluoma triumphierte. In der anschließenden Verfolgung hielt er die Führung bis zum letzten Schießen und fiel dann mit drei Fehlschüssen aus den vorderen Plätzen zurück.
Sowohl bei den Olympischen Winterspielen 2018 in Pyeongchang als auch bei Olympia 2022 in Peking gehörte Kühn zum deutschen Kader. 2018 erfüllte er die geforderte Qualifikationsnorm im letzten Weltcuprennen vor Olympia mit einem fünften Platz im Massenstart von Antholz. In Pyeongchang kam er im Einzelrennen über 20 km als Ersatz für den pausierenden Benedikt Doll zum Einsatz. Mit sechs Schießfehlern platzierte er sich auf Rang 58. Vier Jahre später erkrankte Kühn im Monat vor den Winterspielen in Peking an COVID-19 und erklärte, er sehe sich wegen des damit verbundenen Trainingsrückstands nicht in bester Form. Angesichts seines vorherigen Weltcupsieges galt er dennoch als Medaillenhoffnung. Kühn bestritt alle vier olympischen Einzelrennen 2022 und belegte als bestes Ergebnis Rang zehn im Massenstart.

### Nationale Erfolge
Zwischen 2010 und 2021 gewann Kühn regelmäßig Medaillen bei Deutschen Biathlon-Meisterschaften, darunter einen Titel mit der bayerischen Staffel um Michael Willeitner und Andreas Birnbacher bei den nationalen Titelkämpfen in Ruhpolding 2015 sowie drei Jahre später in Altenberg Gold im Sprint.

## Statistiken

### Weltcupsiege
| Nr. | Datum         | Ort        | Disziplin |
| --- | ------------- | ---------- | --------- |
| 1.  | 10. Dez. 2021 | Hochfilzen | Sprint    |

### Weltcupplatzierungen
Die Tabelle zeigt alle Platzierungen (je nach Austragungsjahr einschließlich Olympische Spiele und Weltmeisterschaften).
- 1.–3. Platz: Anzahl der Podiumsplatzierungen
- Top 10: Anzahl der Platzierungen unter den ersten zehn (einschließlich Podium)
- Punkteränge: Anzahl der Platzierungen innerhalb der Punkteränge (einschließlich Podium und Top 10)
- Starts: Anzahl gelaufener Rennen in der jeweiligen Disziplin
- Staffel: inklusive Mixed- und Single-Mixed-Staffeln

| Platzierung               | Einzel | Sprint | Verfolgung | Massenstart | Staffel | Gesamt |
| ------------------------- | ------ | ------ | ---------- | ----------- | ------- | ------ |
| 1. Platz                  |        | 1      |            |             |         | 1      |
| 2. Platz                  | 1      |        |            |             | 5       | 6      |
| 3. Platz                  | 1      | 2      |            |             | 10      | 13     |
| Top 10                    | 3      | 17     | 3          | 5           | 24      | 52     |
| Punkteränge               | 16     | 52     | 47         | 26          | 24      | 165    |
| Starts                    | 20     | 70     | 55         | 26          | 24      | 195    |
| Stand: Saisonende 2024/25 |        |        |            |             |         |        |

### Weltcupwertungen

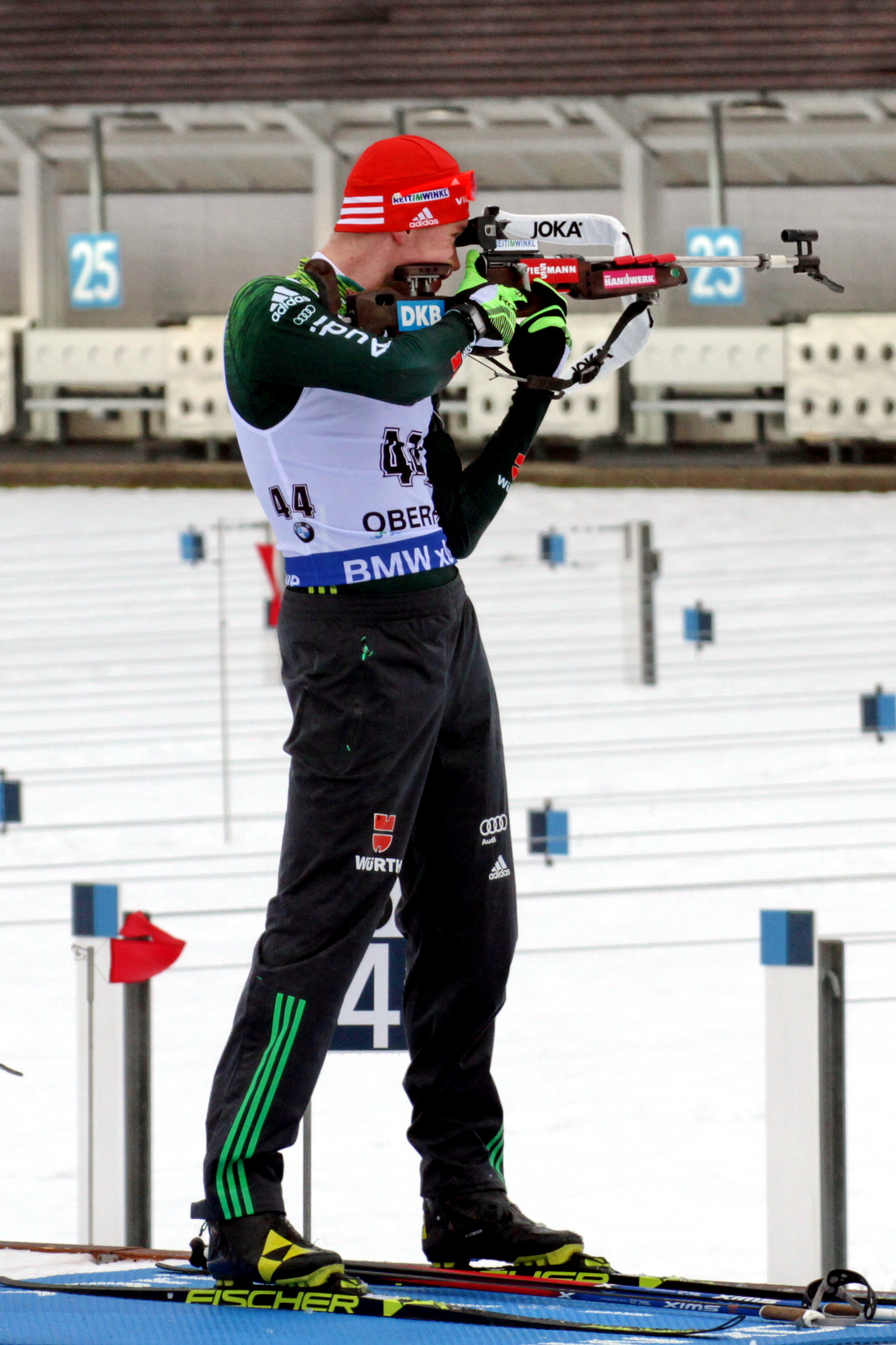
Kühn beim Stehendschießen, 2018 in Oberhof

Ergebnisse bei Biathlon-Weltcups (Disziplinen- und Gesamtweltcup) gemäß Punktesystem:
| Saison  | Einzel | Einzel | Sprint | Sprint | Verfolgung | Verfolgung | Massenstart | Massenstart | Gesamt | Gesamt |
| Saison  | Platz  | Punkte | Platz  | Punkte | Platz      | Punkte     | Platz       | Punkte      | Platz  | Punkte |
| ------- | ------ | ------ | ------ | ------ | ---------- | ---------- | ----------- | ----------- | ------ | ------ |
| 2012/13 | –      | –      | 66.    | 25     | 64.        | 16         | –           | –           | 69.    | 41     |
| 2014/15 | –      | –      | 56.    | 35     | 45.        | 38         | 41.         | 22          | 54.    | 95     |
| 2015/16 | 45.    | 20     | –      | –      | –          | –          | –           | –           | 80.    | 20     |
| 2017/18 | 29.    | 25     | 21.    | 124    | 39.        | 51         | 19.         | 90          | 28.    | 290    |
| 2018/19 | 13.    | 59     | 26.    | 127    | 31.        | 84         | 32.         | 34          | 28.    | 304    |
| 2019/20 | 19.    | 49     | 10.    | 217    | 16.        | 90         | 13.         | 119         | 13.    | 474    |
| 2020/21 | 26.    | 41     | 49.    | 43     | 49.        | 27         | –           | –           | 46.    | 113    |
| 2021/22 | –      | –      | 6.     | 252    | 20.        | 133        | 12.         | 99          | 11.    | 484    |
| 2022/23 | 19.    | 62     | 24.    | 104    | 26.        | 90         | 30.         | 37          | 26.    | 293    |
| 2023/24 | 7.     | 113    | 8.     | 244    | 15.        | 177        | 19.         | 83          | 12.    | 617    |
| 2024/25 | 42.    | 24     | 35.    | 63     | 30.        | 67         | 25.         | 71          | 32.    | 225    |

### Olympische Winterspiele
Ergebnisse bei Olympischen Winterspielen:
|                                             | Einzelwettbewerbe | Einzelwettbewerbe | Einzelwettbewerbe | Einzelwettbewerbe | Staffelwettbewerbe | Staffelwettbewerbe |
| Einzel                                      | Sprint            | Verfolgung        | Massenstart       | Männerstaffel     | Mixedstaffel       |                    |
| ------------------------------------------- | ----------------- | ----------------- | ----------------- | ----------------- | ------------------ | ------------------ |
| Olympische Winterspiele 2018 \| Pyeongchang | 58.               | –                 | –                 | –                 | –                  | –                  |
| Olympische Winterspiele 2022 \| Peking      | 51.               | 33.               | 12.               | 10.               | –                  | –                  |

### Weltmeisterschaften
Ergebnisse bei Weltmeisterschaften:
| Jahr | Ort         | Einzelwettbewerbe | Einzelwettbewerbe | Einzelwettbewerbe | Einzelwettbewerbe | Staffelwettbewerbe | Staffelwettbewerbe | Staffelwettbewerbe |
| Jahr | Ort         | Einzel            | Sprint            | Verfolgung        | Massenstart       | Männerstaffel      | Mixedstaffel       | S.-M.-Staffel      |
| ---- | ----------- | ----------------- | ----------------- | ----------------- | ----------------- | ------------------ | ------------------ | ------------------ |
| 2019 | Östersund   | –                 | 23.               | 24.               | –                 | –                  | –                  | –                  |
| 2020 | Antholz     | 26.               | 40.               | 28.               | 10.               | –                  | –                  | –                  |
| 2021 | Pokljuka    | 23.               | 44.               | 40.               | –                 | –                  | –                  | –                  |
| 2023 | Oberhof     | –                 | 8.                | 6.                | 21.               | 5.                 | –                  | –                  |
| 2024 | Nové Město  | 19.               | 14.               | 15.               | 14.               | 4.                 | –                  | –                  |
| 2025 | Lenzerheide | 12.               | –                 | –                 | –                 | 3.                 | –                  | –                  |

### Jugend-/Juniorenweltmeisterschaften

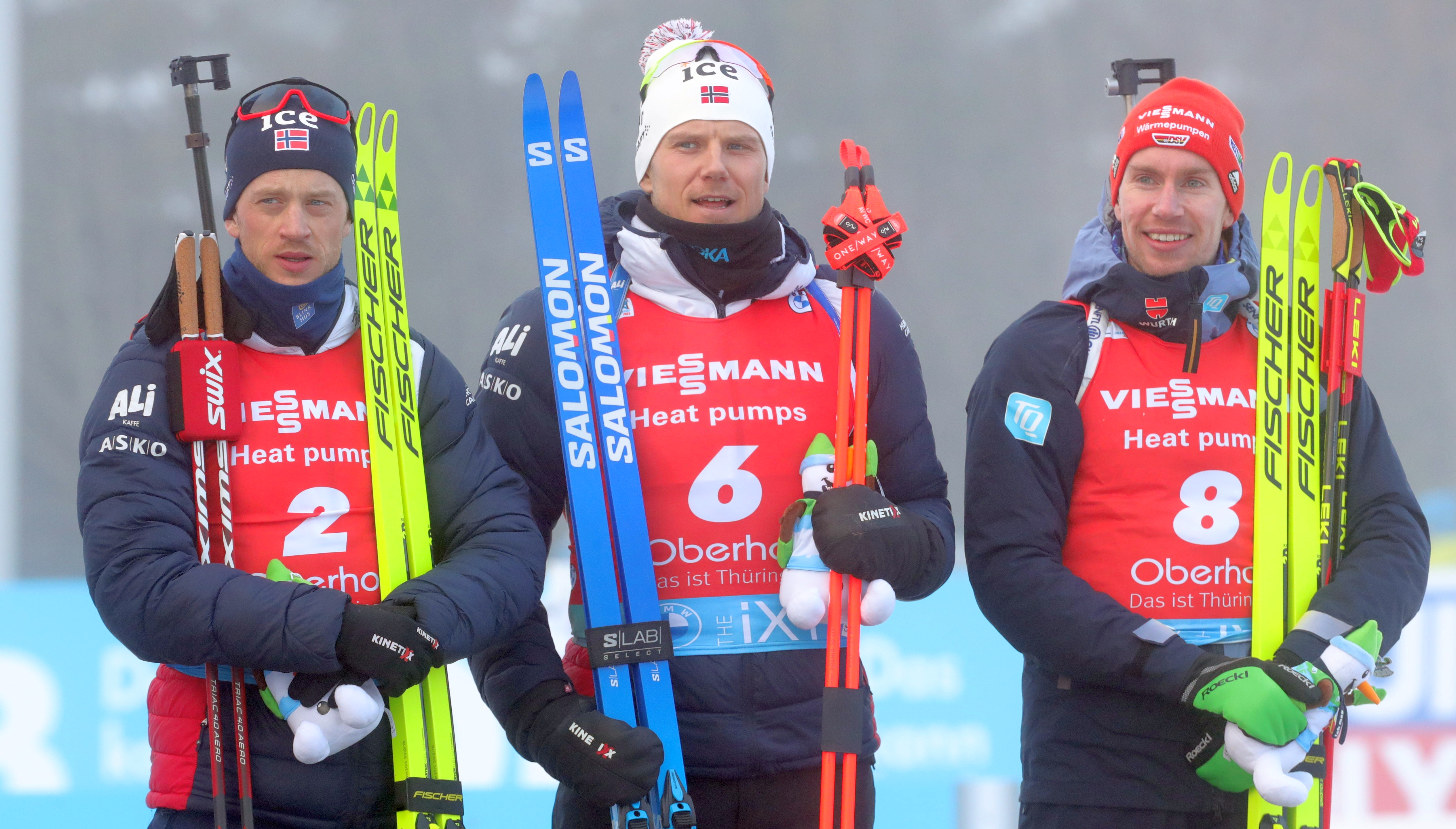
Kühn (rechts) neben Tarjei Bø und Vetle Sjåstad Christiansen bei der Siegerehrung zum Verfolgungsrennen, 2023 in Oberhof

Kühn nahm 2010 an den Jugend- und ab 2011 an den Juniorenwettkämpfen teil.
| Weltmeisterschaften | Weltmeisterschaften | Einzelwettbewerbe | Einzelwettbewerbe | Einzelwettbewerbe | Männerstaffel |
| Jahr                | Ort                 | Einzel            | Sprint            | Verfolgung        | Männerstaffel |
| ------------------- | ------------------- | ----------------- | ----------------- | ----------------- | ------------- |
| 2010                | Torsby              | 6.                | 1.                | 2.                | 1. (Junioren) |
| 2011                | Nové Město          | –                 | 2.                | 1.                | 1.            |
| 2012                | Kontiolahti         | 18.               | 4.                | 12.               | 4.            |

### IBU-Cup-Siege
| Nr. | Datum         | Ort            | Disziplin      |
| --- | ------------- | -------------- | -------------- |
| 1.  | 2. Feb. 2012  | Osrblie (EM)   | Staffel 1      |
| 2.  | 10. Jan. 2015 | Duszniki-Zdrój | Sprint         |
| 3.  | 18. Jan. 2015 | Ridnaun        | Mixedstaffel 2 |